# 索特纳木多布济
索特纳木多布济（？—1825年），或作索特纳木多布斋，博尔济吉特氏，内扎萨克蒙古哲里木盟科尔沁左翼后旗人。清朝蒙古王公、额驸。
他是科尔沁扎萨克多罗郡王齐默特多尔济孙。乾隆四十八年（1783）袭父爵，为郡王。嘉庆四年（1799）正月，命于御前行走。嘉庆六年（1801）十一月，尚嘉庆帝第三女庄敬和硕公主，荐授御前大臣。嘉庆二十五年（1820）受顾命。道光五年（1825）七月初十去世，晋赠亲王。无嗣，以从子僧格林沁为嗣。